# Horchatero

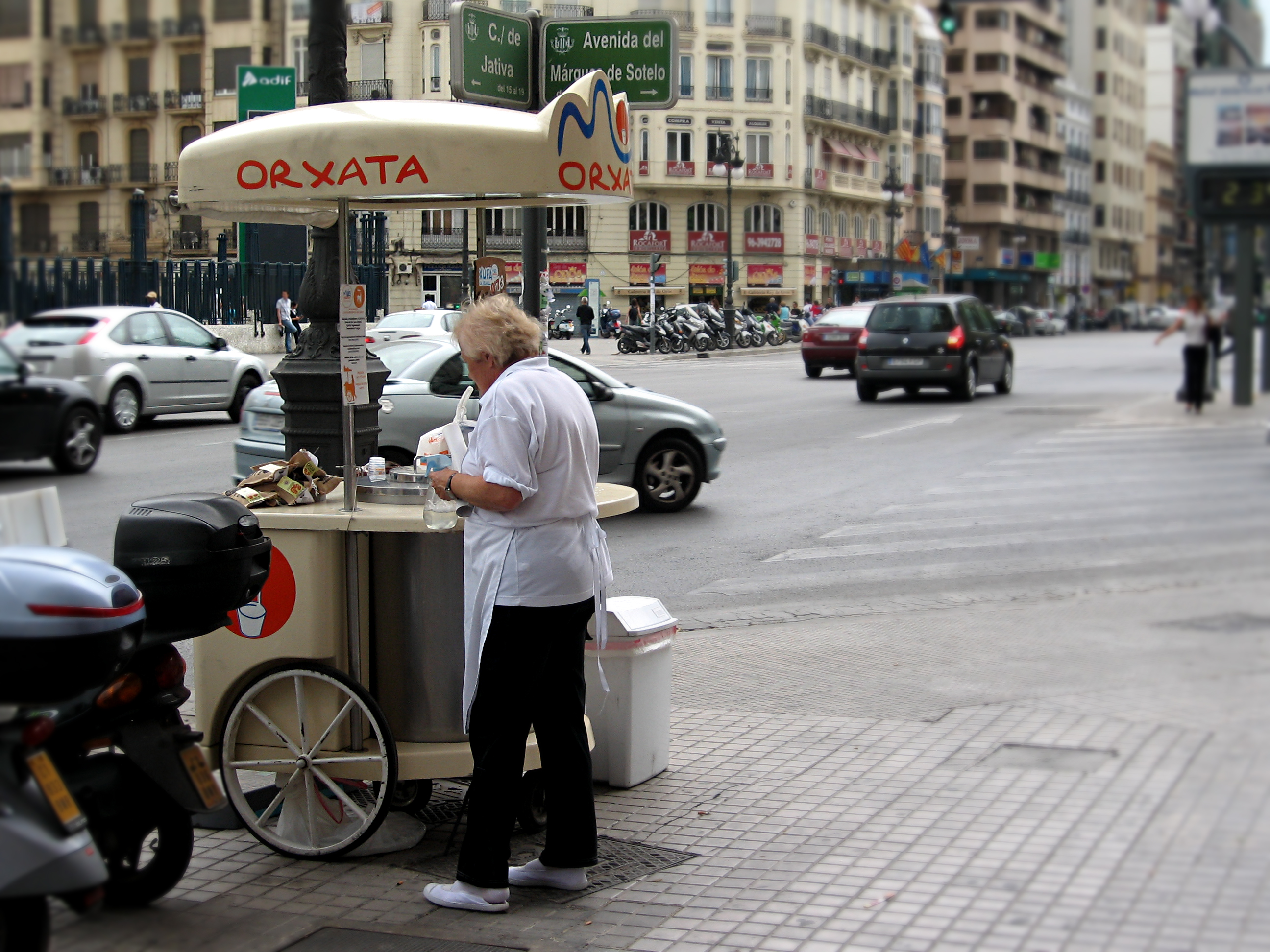
Horchatera en su puesto de venta en las calles de la ciudad de Valencia.

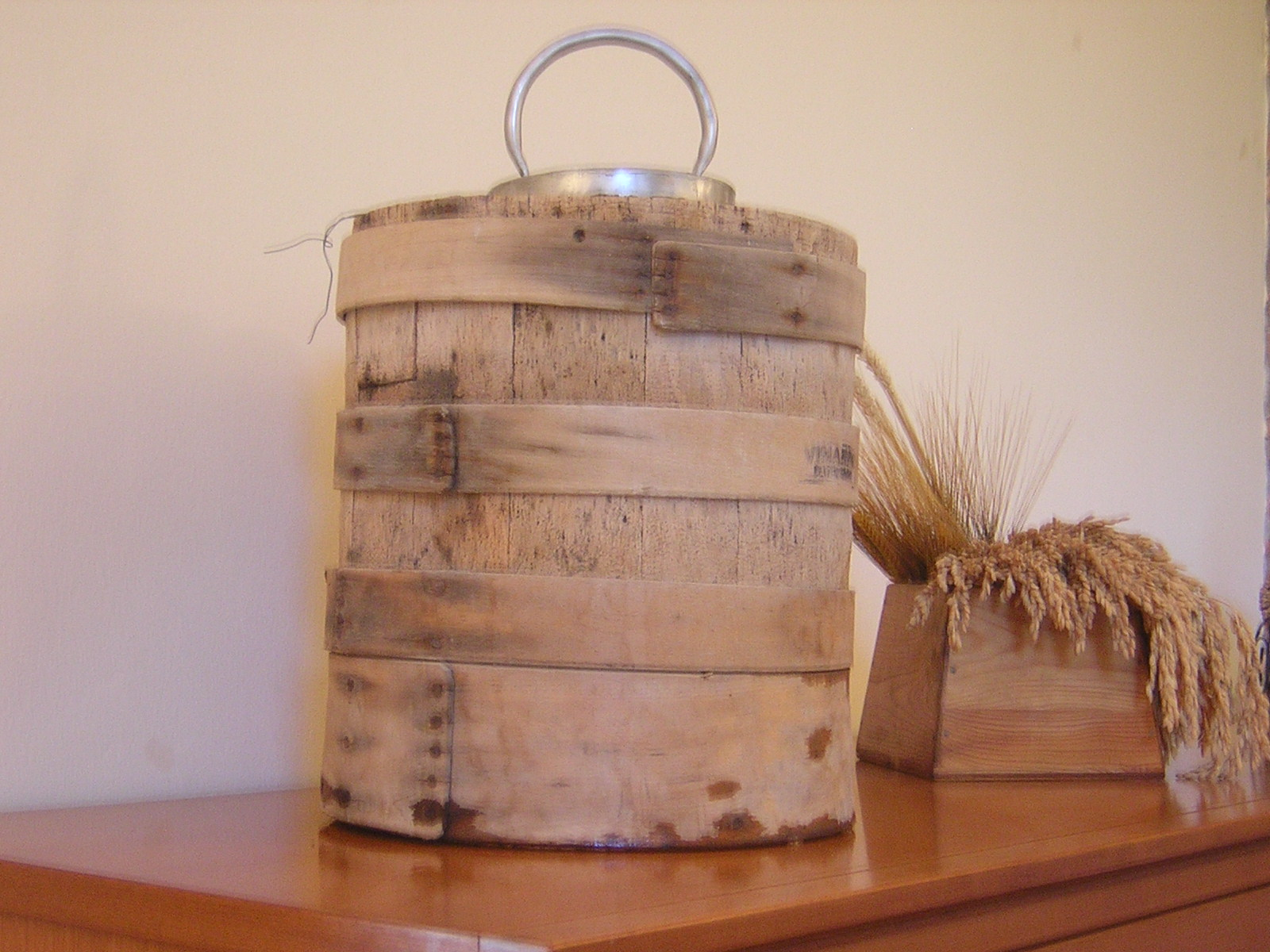
Recipiente tradicional para la horchata.

Un horchatero es una persona que se encarga de elaborar o comercializar horchata, una bebida refrescante (también postre), preparada con agua, azúcar y chufas. Las chufas son unos pequeños tubérculos subterráneos con forma de nudos que proceden de las raíces de la juncia avellanada (Cyperus esculentus) que se llama así por la forma de su fruto parecido a la avellana. En Sudamérica se elabora la horchata con arroz, (véase  horchata de arroz). Los horchateros suelen vender la horchata en puestos ambulantes para su consumo en la calle, además este producto es fabricado y vendido industrialmente en comercios de alimentación, como supermercados, en toda la geografía española.

## Historia
La horchata de chufa es tradicional en la Comunidad Autónoma de Valencia, donde además la chufa goza del título de Denominación de Origen Regulada. Sin embargo, el origen de la leche de chufa, conocida como horchata, se encuentra en el Antiguo Egipto. La palabra viene del italiano, orzata, y esta del latín, hordeata, pues en un principio se denominaba así a una bebida fabricada con cebada (hordeum). A lo largo de la historia, la hordeata dio nombre a diversas bebidas (conocidas a veces como aguas olorosas), fabricadas con diversos vegetales (cereales, frutos secos e incluso frutos con pulpa).